# Nuton
Pour un article plus général, voir Lutin.
Le nuton (ou lûton, nûton, kabouter en néerlandais) est une petite créature du folklore et des croyances populaires des Ardennes françaises et de l'Ardenne belge, très proche du lutin avec lequel il partage son origine linguistique. Il s'en différencie toutefois par son habitat, formé de cavernes à l'instar du nain germanique.

## Étymologie et terminologie
Pour un article plus général, voir Étymologie du lutin.
Ce mot wallon, aussi présent en ardennais, a poursuivi une évolution parallèle au terme français « lutin », les formes dialectales « lûton » (la plus rare, signalée entre autres à Huy, Durbuy et Ellezelles) et « nûton » (la plus courante, signalée dans toute la ville de Namur) mènent au terme moderne nuton,.

## Origine
À Celles, non loin de Dinant, on retrouve une pierre votive vouée à une divinité populaire du nom de « NVTTO » dont elle est la seule évocation connue[réf. nécessaire]. Si sa dédicace demeure controversée, elle permet de risquer l’hypothèse que les nutons seraient en Ardenne belge liés à la mythologie populaire, et cela dès la période gallo-romaine. Du côté de Malmedy (est de la Belgique) on retrouve la trace de très anciennes toponymies avec son trô dès dûhons (trou des duhons), dont l'étymologie est issue des duses,,. Dans le carnaval de Malmedy (Cwarmê), on retrouve d'ailleurs un personnage nommé « sotê » qui est plus que probablement le nuton local.

## Description
Le nuton partage la même origine que le lutin, mais les grottes, cavernes et souterrains forment l'essentiel de son habitat selon le folklore local, à l’instar des nains du monde germanique. Il était jadis d'usage de lui déposer des objets endommagés le soir, avec un peu de nourriture, et la tradition veut qu'ils soient retrouvés réparés au matin, comme dans les contes de Grimm. Bien que le nuton soit rarement différencié du lutin français, Pierre Dubois insiste aussi sur le fait que les lutins forment « une race à part entière », à ne pas confondre avec les nutons dont l'habitat et les légendes sont différents. 
Les nutons prennent peu la parole, et toujours pour livrer des messages désagréables, à tel point que « nuton » est devenu un synonyme de « misanthrope » et « taciturne ». Leurs sortilèges sont particulièrement craints dans les Ardennes. Un récit bien connu parle d'un paysan wallon fauchant son blé pour le rentrer avant l'orage, lorsqu'il voit le nuton de son foyer l'aider en portant un épi à la fois. Énervé par ce qu'il juge comme une aide inutile, il s'en moque. Le nuton sort de son mutisme, et lui lance cette malédiction : 

« Paume à paume (Épi par épi), je t'ai enrichi, paume à paume je te ruinerai ! »

— Collecté par Jérôme Pimpurniaux,
La variante « Épi par épi, je t'ai enrichi, gerbe par gerbe je te ruinerai » est citée par Albert Doppagne et surtout Pierre Dubois, qui en a fait le symbole du lien du petit peuple avec la Nature, et de l'importance à le respecter, ajoutant que rien n'est jamais acquis ou définitif avec eux. Dans la suite du récit en effet, le paysan wallon perd toutes ses possessions et finit ruiné.

## Croyances, toponymes et expressions
Dans les années 1970, Albert Doppagne s'intéresse à ces créatures et recueille le témoignage d'une femme wallonne de 60 ans qui affirme avoir vu les nutons courir sur l'appui de fenêtre de sa maison.
Si les croyances populaires ont largement reculé, les expressions liées aux nutons demeurent, en général pour désigner la misanthropie ou, à Warmifontaine, la gourmandise. Les coings de Comblain-au-Pont sont nommés « pommes de nutons ». Des tours et des « trous de nutons » sont toujours visibles dans les toponymes belges, tout comme les « étrons de nuton », des blocs de pyrite dans l'entre-Sambre-et-Meuse,. 